# Asamblea Legislativa (Brasil)
En Brasil, la Asamblea Legislativa de los estados federados son los órganos del poder legislativo de los respectivos estados. Las asambleas están conformadas por diputados estaduales elegidos cada cuatro años por votación directa y secreta según el método D'Hondt, con un número de miembros igual a tres veces la representación que ese estado tiene en la Cámara de Diputados.
A diferencia de la representación federal, las asambleas legislativas estaduales son unicamerales. Corresponde a la Asamblea Legislativa tomar juramento al gobernador y al vicegobernador del estado así como juzgar las cuentas y los delitos de responsabilidad del ejecutivo estadual, solicitar la intervención federal para garantizar el cumplimiento de las constituciones (federal y estadual), votar los proyectos de ley provenientes tanto del gobernador como de cualquier diputado.

## Lista
| Bandera | Nombre                                       | Fundación  | Diputados | Sitio web                                                             |
| ------- | -------------------------------------------- | ---------- | --------- | --------------------------------------------------------------------- |
|         | Asamblea Legislativa de Acre                 | 13/06/1962 | 24        | www.al.ac.leg.br                                                      |
|         | Asamblea Legislativa de Alagoas              | 12/02/1835 | 27        | www.al.al.leg.br                                                      |
|         | Asamblea Legislativa de Amapá                | 01/01/1991 | 24        | www.al.ap.leg.br                                                      |
|         | Asamblea Legislativa de Amazonas             | 07/09/1852 | 24        | www.ale.am.gov.br Archivado el 9 de mayo de 2015 en Wayback Machine.  |
|         | Asamblea Legislativa da Bahia                | 12/08/1834 | 63        | www.al.ba.gov.br                                                      |
|         | Asamblea Legislativa de Ceará                | 07/04/1835 | 46        | www.al.ce.gov.br                                                      |
|         | Cámara Legislativa del Distrito Federal      | 01/01/1991 | 24        | www.cl.df.gov.br                                                      |
|         | Asamblea Legislativa de Espírito Santo       | 01/02/1835 | 30        | www.al.es.gov.br                                                      |
|         | Asamblea Legislativa de Goiás                | 01/06/1835 | 41        | www.al.go.leg.br                                                      |
|         | Asamblea Legislativa de Maranhão             | 16/02/1835 | 42        | www.al.ma.leg.br                                                      |
|         | Asamblea Legislativa de Mato Grosso          | 03/07/1835 | 24        | www.al.mt.gov.br                                                      |
|         | Asamblea Legislativa de Mato Grosso del Sur  | 13/06/1979 | 24        | www.al.ms.gov.br                                                      |
|         | Asamblea Legislativa de Minas Gerais         | 31/01/1835 | 77        | www.almg.gov.br                                                       |
|         | Asamblea Legislativa de Pará                 |            | 41        | www.alepa.pa.gov.br                                                   |
|         | Asamblea Legislativa da Paraíba              | 07/04/1835 | 36        | www.al.pb.leg.br                                                      |
|         | Asamblea Legislativa de Paraná               | 19/12/1853 | 54        | www.alep.pr.gov.br                                                    |
|         | Asamblea Legislativa de Pernambuco           | 01/04/1835 | 49        | www.alepe.pe.gov.br                                                   |
|         | Asamblea Legislativa de Piauí                | 04/05/1835 | 30        | www.alepi.pi.gov.br                                                   |
|         | Asamblea Legislativa de Río de Janeiro       | 02/02/1835 | 70        | www.alerj.rj.gov.br                                                   |
|         | Asamblea Legislativa de Río Grande del Norte | 02/02/1835 | 24        | www.al.rn.gov.br                                                      |
|         | Asamblea Legislativa de Río Grande del Sur   | 20/04/1835 | 55        | www.al.rs.gov.br Archivado el 15 de marzo de 2018 en Wayback Machine. |
|         | Asamblea Legislativa de Rondonia             | 31/01/1983 | 24        | www.al.ro.leg.br                                                      |
|         | Asamblea Legislativa de Roraima              | 01/01/1991 | 24        | www.al.rr.leg.br                                                      |
|         | Asamblea Legislativa de Santa Catarina       | 01/03/1835 | 40        | www.alesc.sc.gov.br                                                   |
|         | Asamblea Legislativa de Sergipe              | 02/02/1835 | 24        | www.al.se.leg.br                                                      |
|         | Asamblea Legislativa de São Paulo            | 02/02/1835 | 94        | www.al.sp.gov.br                                                      |
|         | Asamblea Legislativa de Tocantins            | 01/01/1989 | 24        | www.al.to.leg.br                                                      |